# Jacksonville (Vermont)
Pour les articles homonymes, voir Jacksonville.
Jacksonville est un village du comté de Windham dans le Vermont, aux États-Unis.